# شهر و کشور (فیلم)
شهر و کشور (به انگلیسی: Town & Country) فیلمی محصول سال ۲۰۰۱ و به کارگردانی پیتر چلسوم است. در این فیلم بازیگرانی همچون وارن بیتی، دایان کیتن، اندی مک‌داول، گری شندلینگ، جنا الفمن، ناستاسیا کینسکی، گلدی هان، چارلتون هستون، ماریان سلدس، جاش هارتنت، ایان مک‌نیس، ویلیام هوتکینز، تریشا وسی، آزورا اسکای، باک هنری و چارلی رز ایفای نقش کرده‌اند.